# عباس النقي
عباس علي النقي كويتي الجنسية يشغل حاليا الأمين العام لمنظمة الأقطار العربية المصدرة للبترول (أوابك) اعتباراً من تاريخ 2008/3/1.

## مناصبه
- وكيل وزارة النفط – دولة الكويت.
- وكيل وزارة النفط المساعد للشؤون الاقتصادية - دولة الكويت.
- ممثل دولة الكويت في المكتب التنفيذي لمنظمة الأقطار العربية المصدرة للبترول – أوابك.
- رئيس اللجنة الوطنية الكويتية لمتابعة اتفاقيـة الأمـم المتحـدة الإطارية لتغـير المناخ.
- نائب الرئيس عن قارة آسيا - مؤتمر الأطراف في اتفاقية الأمم المتحدة الإطارية لتغير المناخ (COP2).
- رئيس اللجنة التنفيذية للعمليات المشتركة بالمنطقة المقسومة بالخفجي (J.E.C.) شركة الزيت العربية (اليابان).
- عضو الوفد الرسمي لدولة الكويت للاجتماعات الوزارية لمنظمتي أوبك وأوابك ومجلس التعاون الخليجي.
- رئيس وفد دولة الكويت في العديد من اللجان والاجتماعات المتخصصة في منظمات أوبك، أوابك، مجلس التعاون، لجان الأمم المتحدة الخاصة بالطاقة.
- رئيس الوفد الكويتي للجنة إعداد إستراتيجية منظمة أوبك للمدى البعيد.
- عضو الوفد الرسمي لدولة الكويت للجنة الأمم المتحدة للتنمية المستدامة (CSD) ومنظمة التجارة العالمية (WTO).
- رئيس الجانب الكويتي في لجنة المفاوضات مع حكومة روسيا الاتحادية بشأن القرض الروسي.
- نائب رئيس مجلس الطاقة العالمي عن منطقة الخليج العربي والشرق الأوسط (WEC). {حالياً عضو فخري}
- عضو اللجنة الكويتية اليابانية المشتركة لرجال الأعمال.

لا يزال يشغل الأمين العام عضوية الآتي :
- مجلس المحافظين لمعهد أكسفورد لدراسات الطاقة.
- نادي أكسفورد لسياسات الطاقة.
- ملتقى الطاقة العربي.
- جمعية المحاسبين والمراجعين الكويتية.

وهو عضو سابق في مجالس إدارة الشركات البترولية الكويتية والعربية التالية
- مؤسسة البترول الكويتية.
- شركة البترول الوطنية الكويتية .
- شركة نفط الكويت.
- الشركة الكويتية لنفط الخليج.
- عضو مجلس أمناء معهد الكويت للأبحاث العلمية.
- الشركة العربية للاستثمارات البترولية (أبيكورب).
- الشركة العربية البحرية لنقل البترول.[2]